# Тюцпац
Тюцпац (нем. Tützpatz) — община в Германии, в земле Мекленбург-Передняя Померания.
Входит в состав района Мекленбургское Поозёрье. Подчиняется управлению Трептовер-Толлензевинкель.  Население составляет 578 человека (на 31 декабря 2023 года). Занимает площадь 21,66 км². Расположена в 8,5 км северо-западнее города Альтентрептов и в 18 км восточнее города Штавенхаген. 
Коммуна подразделяется на 3 сельских округа (Тюцпац, Идасхоф, Шоссоф).